# Kreis Plön
Der Kreis Plön ist ein Kreis im Land Schleswig-Holstein. Der in der Holsteinischen Schweiz gelegene Kreis ist landschaftlich durch das Ostholsteinische Hügelland mit vielen Seen, unter anderem dem Großen Plöner See, dem zehntgrößten See Deutschlands, geprägt. Politisch gesehen besteht der Kreis aus fünf dichter besiedelten Gemeinden an der Grenze zu Kiel bzw. an der Kieler Förde und einer Vielzahl von Gemeinden mit weniger als 1000 Einwohnern, die sich um die Zentralorte Schönberg (Holstein), Lütjenburg, Preetz, Selent, Plön und Wankendorf herum gruppieren. Bevölkerungsmäßig ist der Kreis Plön der kleinste Kreis in Schleswig-Holstein.

## Geografie
Der Kreis Plön grenzt im Westen an die kreisfreien Städte Neumünster und Kiel sowie an den Kreis Rendsburg-Eckernförde, im Norden hat er eine Küste entlang der Ostsee, im Osten grenzt er an den Kreis Ostholstein und im Süden an den Kreis Segeberg.

## Geschichte
Im Jahre 1867 trat eine preußische Verwaltungsreform in der Provinz Schleswig-Holstein in Kraft, und aus den Städten Lütjenburg und Plön, einem Teil des Amtes Plön und einer Vielzahl von adligen Gütern wurde der Kreis Plön gegründet. Die Gemeinde Gaarden schied am 1. April 1901 aus dem Kreis aus und wurde Teil der kreisfreien Stadt Kiel, ebenso die Gemeinde Ellerbek am 1. April 1910.

### NS-Zeit
Mit der Verordnung über die Neugliederung von Landkreisen vom 1. August 1932 wurden 31 Gemeinden des aufgelösten Kreises Bordesholm in den Kreis Plön eingegliedert. Der Kreis Plön gab am 1. April 1938 die Gemeinde Brachenfeld und Teile der Gemeinde Tungendorf an die kreisfreie Stadt Neumünster und am 1. April 1939 die Gemeinde Elmschenhagen an die kreisfreie Stadt Kiel ab.
Im Kreis Plön gab es bereits 1930 9 NSDAP-Ortsgruppen mit etwa 300 Mitgliedern. Ein Jahr später war die Zahl der NS-Ortsgruppen im Kreis Plön auf 33 gestiegen. Auch der Aufbau der SA wurde vom Eutiner Rechtsanwalt und SA-Gruppenführer Heinrich Böhmcker vorangetrieben. Beim Wahlkampf zur Reichstagswahl 1930 am 14. September spielte die SA mit größeren Aufmärschen zu Fuß und mit Propagandafahrten mit Lastwagen, zu denen etwa 200 SA-Männer zusammengezogen waren, sowie mit 13 NSDAP-Versammlungen im Kreis Plön eine wichtige Rolle. Hans Friedrich Blunck, einer der 88 deutschen Schriftsteller, die im Oktober 1933 das Gelöbnis treuester Gefolgschaft für Adolf Hitler unterzeichneten, galt auch als Spiritus rector und Mitglied des 1936 gegründeten Eutiner Dichterkreises, einer NSDAP-nahen Autorengruppe, deren Mitglieder mehrheitlich plattdeutsch geschriebene Werke publizierten. Nach seinem Rücktritt als Präsident der Reichsschrifttumskammer ließ er sich auf einem Hof bei Plön nieder, der zum geistigen und kulturellen Mittelpunkt für Schriftsteller aus Ostholstein und aus ganz Norddeutschland ausgebaut werden sollte.
Nur zwölf Tage nach den Reichstagswahlen am 5. März 1933 attackierte der damalige NSDAP-Kreisleiter Karl Schalow in einem offenen Brief den seit 1916 amtierenden Landrat des Kreises Plön, Max Kiepert. Dessen Amtsenthebung erfolgte im April 1933 auf Basis des neu erlassenen „Gesetzes zur Wiederherstellung des Berufsbeamtentums“. Nur wenige Tage später wurde der amtierende Landrat des Kreises Schleswig, Gerhard Werther, mit der Verwaltung des Plöner Landratsamtes beauftragt. Ab Mai 1933 fungierte er bis zu seinem Tod 1939 als offizieller Landrat und diente sich bereitwillig als Erfüllungsgehilfe des NS-Terrors an. Ihm folgte mit Klaus Meyer ein langjähriger Parteigenosse (Eintritt in die NSDAP: 15.8.1932) und Angehöriger der Schutzstaffel (Eintritt in die SS: 1.6.1933) nach, der ab September 1939 den Posten des Landrates bekleidete, aber schon im Juni des Folgejahres freiwillig in den aktiven Wehrdienst wechselte. Bis Kriegsende wurde Meyer kommissarisch vertreten.

### Nachkriegszeit
Die Zeit nach 1945 war für den Kreis Plön sehr schwierig. Die Volkszählung im Oktober 1946 belegte mit 123.818 Einwohnern nahezu eine Verdopplung gegenüber der Vorkriegszeit (1939: 67.434). Diese starke Zunahme hatte zwei Ursachen: Zum einen wurden bereits während des Krieges viele Bürger aus Kiel aufgenommen, zum anderen wurden viele Vertriebene aus Hinterpommern, Ostpreußen, Danzig-Westpreußen, Schlesien und dem Sudetenland aufgenommen. Noch 1950 waren mehr als 9000 Personen in 77 Lagern untergebracht. Viele Vertriebene wurden auf den großen Gütern einquartiert, wo sie unter schwierigsten Bedingungen wohnten. So waren beispielsweise alleine in den Dachkammern des Herrenhauses von Bothkamp zeitweise rund 350 Flüchtlinge untergebracht.
Am 15. September 1946 wurden die ersten Gemeindevertretungen und am 13. Oktober 1946 wurde der erste Kreistag (CDU: 26 Sitze, SPD: 18 Sitze, KPD: 1 Sitz) gewählt. Die wichtigste Aufgabe in dieser Zeit war die Eingliederung der Vertriebenen. An dem 30.000-Hektar-Abkommen waren die Eigentümer der Güter aus dem Kreis Plön mit knapp 12.000 Hektar beteiligt. In der Folge konnten knapp 1000 neue landwirtschaftliche Betriebe mit einer durchschnittlichen Größe von 15 bis 20 Hektaren gegründet werden.
Durch die schleswig-holsteinische Kreisgebietsreform vom 26. April 1970 verlor der Kreis Plön fast zehn Prozent seiner Fläche. Mit Bissee, Böhnhusen, Brügge, Flintbek, Groß Buchwald, Negenharrie, Reesdorf, Schönhorst und Techelsdorf kamen neun Gemeinden zum neuen Kreis Rendsburg-Eckernförde. Die vier Gemeinden Meimersdorf, Moorsee, Rönne und Wellsee wurden ein Teil der kreisfreien Stadt Kiel.

## Einwohnerentwicklung

### Jeweiliges Kreisgebiet
Die Einwohnerzahlen beziehen sich auf den jeweiligen Gebietsstand.

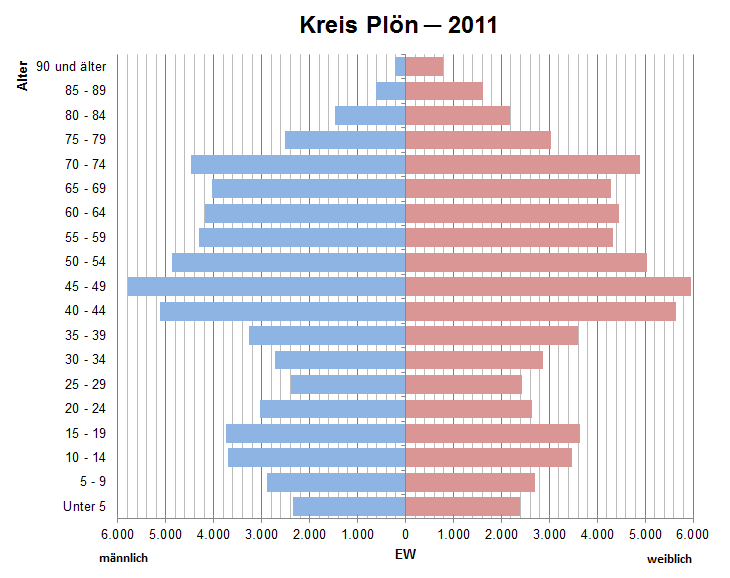
Bevölkerungspyramide für den Kreis Plön (Datenquelle: Zensus 2011)

| Jahr | Einwohner | Quelle |
| ---- | --------- | ------ |
| 1867 | 35.946    | [ 10 ] |
| 1900 | 66.596    | [ 11 ] |
| 1910 | 49.278    | [ 11 ] |
| 1925 | 50.944    | [ 11 ] |
| 1933 | 70.727    | [ 11 ] |

| Jahr | Einwohner | Quelle |
| ---- | --------- | ------ |
| 1939 | 067.145   | [ 11 ] |
| 1946 | 123.777   | [ 12 ] |
| 1950 | 124.276   | [ 11 ] |
| 1960 | 108.100   | [ 11 ] |
| 1970 | 106.800   | [ 13 ] |

| Jahr | Einwohner | Quelle |
| ---- | --------- | ------ |
| 1980 | 116.100   | [ 14 ] |
| 1990 | 120.800   | [ 11 ] |
| 2000 | 132.895   | [ 15 ] |
| 2010 | 134.291   | [ 15 ] |

### Heutiger Gebietsstand
Die Einwohnerzahlen bis 1970 beziehen sich auf den Gebietsstand am 27. Mai 1970.
| Jahr            | Einwohner |
| --------------- | --------- |
| 1871 (1. Dez.)  | 53.285    |
| 1885 (1. Dez.)  | 50.786    |
| 1895 (2. Dez.)  | 51.409    |
| 1905 (1. Dez.)  | 52.514    |
| 1925 (16. Juni) | 55.668    |
| 1939 (17. Mai)  | 61.660    |
| 1950 (13. Sep.) | 111.130   |

| Jahr            | Einwohner |
| --------------- | --------- |
| 1961 (6. Juni)  | 98.530    |
| 1970 (27. Mai)  | 106.763   |
| 1987 (25. Mai)  | 115.892   |
| 2002 (30. Juni) | 133.858   |
| 2007 (31. Dez.) | 135.422   |
| 2012 (31. Dez.) | 126.721   |

### Konfessionsstatistik
Gemäß der Volkszählung 2011 waren 56,3 % der Einwohner evangelisch, 5,1 % römisch-katholisch und 38,6 % waren konfessionslos, gehörten einer anderen Glaubensgemeinschaft an oder machten keine Angabe. Der Anteil der Protestanten und Katholiken an der Gesamtbevölkerung ist in den folgenden elf Jahren um knapp 13 % gesunken. Gemäß dem Zensus 2022 waren (Stand Mai 2022) 44,5 % der Einwohner evangelisch, 4,5 % katholisch und 51,0 % waren konfessionslos, gehörten einer anderen Glaubensgemeinschaft an oder machten keine Angabe.

## Politik

### Kreistag
| Kreistagswahl Plön 2023Wahlbeteiligung: 56,1 % 403020100 33,2 %19,8 %18,7 %7,8 %6,4 %5,7 %5,7 %2,0 %0,5 %0,1 %n. k. % CDUSPDGrüneAfDUWGeGEMEINSAMfFDPLinkePARTEILangejKWGkGewinne und Verlusteim Vergleich zu 2018 %p 6 4 2 0 −2 −4 −6−2,0 %p−3,3 %p−1,1 %p+2,1 %p+3,1 %p+5,7 %p+0,4 %p−1,5 %p+0,5 %p+0,1 %p−4,9 %pCDUSPDGrüneAfDUWGGEMEINSAMFDPLinkePARTEILangeKWGAnmerkungen:e Unabhängige Wählergemeinschaft Kreis Plönf GEMEINSAM vor Ort - Wählergemeinschaft im Kreis Plönj Einzelbewerber Langek KreisWählerGemeinschaft Plön | Sitzverteilung im Kreistag Plön seit 2023Insgesamt 63 Sitze - Linke: 1 - SPD: 12 - Grüne: 12 - GEMEINSAM: 4 - UWG: 4 - FDP: 4 - CDU: 21 - AfD: 5 |

Nach der Kommunalwahl vom 26. Mai 2013 hatte der Kreistag nur noch die für Kreise unter 200.000 Einwohnern in Schleswig-Holstein vorgesehenen 45 Sitze und keine Überhangmandate mehr. Die CDU gewann die Direktmandate in 16 der nur noch 24 Wahlkreise, die SPD gewann 6 Wahlkreise, die Grünen einen (Wahlkreis Laboe). Die CDU errang insgesamt 17 Sitze im Kreistag, die SPD 13 und die Grünen 7. Jeweils 2 Sitze entfielen auf die FDP, die Freie Wählergemeinschaft Kreis Plön und die Unabhängige Wählergemeinschaft (UWG), je einen Sitz erhielten die Freie Wählergemeinschaft (FGW) und die Linke. Die CDU blieb klar stärkste Fraktion, der eigentliche Gewinner der Wahl aber waren die Grünen (+ 6,3 %, + 2 Sitze). Die Linke (- 4,2 %, - 2 Sitze) büßte zwei Drittel ihrer 2008 errungenen Stimmen und Mandate ein.
Durch die Kommunalwahl vom 25. Mai 2008 ergab sich folgende Sitzverteilung für den Kreistag: Die CDU stellte 22 Abgeordnete, die SPD 16. Die Grünen erhielten fünf Sitze. Vier Sitze gingen an die Freie Wählergemeinschaft (FWG) und weitere zwei Sitze an die Unabhängige Wählergemeinschaft (UWG). Die FDP hatte drei Sitze. Das Linksbündnis errang zwei Sitze und einen Sitz hatte ein fraktionsloses Mitglied der Partei DIE LINKE inne. Damit hatte der Kreistag 55 Abgeordnete, davon 10 Überhangmandate. Die CDU verlor fünf der 27 Direktmandate an die SPD und damit auch die absolute Mehrheit im Kreistag.
Im September 2011 schied eine Abgeordnete des Linksbündnisses aus dem Kreistag aus, ein zweiter Abgeordneter schloss sich der Fraktion Bündnis 90/Die Grünen an. Für die ausgeschiedene Abgeordnete rückte ein Mitglied der Linken nach, wodurch diese Partei wieder den Fraktionsstatus erlangte.
Der Plöner Kreistag hatte während der Wahlperiode 2003–2008 durch Überhangmandate 53 ehrenamtliche Abgeordnete. Während dieser Zeit setzte sich der Kreistag aus 27 direkt gewählten Abgeordneten der CDU, 18 Abgeordneten der SPD, 4 der Grünen, 2 der Unabhängigen Wählergemeinschaft (UWG) und zwei der Freien Wählergemeinschaft (FWG) zusammen. Die CDU errang in allen 27 Wahlkreisen das Direktmandat und hatte die absolute Mehrheit der Abgeordneten im Kreistag.
Ergebnisse der Kreistagswahlen seit 2003
| Partei / Liste                                                     | Mandate 2003 | Prozent 2008 | Mandate 2008 | Prozent 2013 | Mandate 2013 | Prozent 2018 | Mandate 2018 |
| ------------------------------------------------------------------ | ------------ | ------------ | ------------ | ------------ | ------------ | ------------ | ------------ |
| CDU                                                                | 27           | 37,2 %       | 22           | 36,9 %       | 17           | 35,5 %       | 20           |
| SPD                                                                | 18           | 28,6 %       | 16           | 29,8 %       | 13           | 23,1 %       | 13           |
| GRÜNE                                                              | 4            | 8,9 %        | 5            | 15,2 %       | 7            | 19,8 %       | 11           |
| AfD                                                                | –            | –            | –            | –            | –            | 5,7 %        | 3            |
| FDP                                                                | 0            | 6,6 %        | 3            | 4,2 %        | 2            | 5,3 %        | 3            |
| KreisWählerGemeinschaft Plön (KWG)                                 | –            | –            | –            | –            | –            | 4,0 %        | 2            |
| DIE LINKE.                                                         | –            | 6,3 %        | 3            | 2,1 %        | 1            | 3,5 %        | 2            |
| Unabhängige Wählergemeinschaft Kreis Plön (UWG Kreis Plön)         | 2            | 5,0 %        | 2            | 4,2 %        | 2            | 3,3 %        | 2            |
| Freie Wählergemeinschaft Kreis Plön (FWG KP)                       | –            | –            | –            | 4,5 %        | 2            | –            | –            |
| Freie Wählergemeinschaft Preetz/Kreis Plön (FWG Preetz/Kreis Plön) | 2            | 7,3 %        | 4            | 2,6 %        | 1            | –            | –            |
| PIRATEN                                                            | –            | –            | –            | 0,6 %        | –            | –            | –            |
| Gesamt                                                             | 53           | 100 %        | 55           | 100 %        | 45           | 100 %        | 56           |
| Wahlbeteiligung                                                    | k. A.        | 57,9 %       | 57,9 %       | 53,7 %       | 53,7 %       | 54,8 %       | 54,8 %       |

### Landräte
| - 1868–1874: Moritz Friederici - 1874–1875: Wilhelm Woldeck von Arneburg - 1875–1889: Hugo von Brackel - 1889–1897: Christian zu Rantzau - 1897–1904: Karl von Behr - 1904–1914: Hermann von Rumohr - 1914–1933: Max Kiepert - 1933–1939: Gerhard Werther - 1939: Regierungsassessor Hicke (Stellvertreter) - 1939–1945: Klaus Meyer - 1940–1943: Waldemar von Mohl (Kriegsvertreter) | - 1943–1945: Alfons Galette (Kriegsvertreter) - 1945–1946: Fritz Köhler - 1946: Georg Uebel - 1946–1950: Otto Wulff - 1950–1956: Hans Dassau - 1956–1961: Karl Eberhard Laux - 1961–1979: Alfons Galette - 1979–1988: Wolf-Rüdiger von Bismarck - 1988–1994: Joachim Wege - 1994–2011: Volkram Gebel - 2011–2023: Stephanie Ladwig - seit 2023: Björn Demmin |

(Quelle unter)

### Kreispräsidenten
| - 1950–1951: Otto Wulff - 1951–1959: Wilhelm Löptin - 1959–1970: Wolf von Buchwaldt - 1970–1974: Heinrich Warstatis - 1974–1984: Günther Röhl - 1984–1988: Claus Hopp | - 1988–1990: Kläre Vorreiter - 1990–1998: Hannelore Fojut - 1998–2003: Helga Hohnheit - 2003–2008: Werner Kalinka - 2008–2018: Peter Sönnichsen - 2018–2023: Stefan Leyk - seit 2023: Hildegard Mersmann |

(Quelle unter)

### Wappen
Blasonierung: „Durch einen silbernen Wellenbalken von Rot und Blau geteilt. Oben das silberne holsteinische Nesselblatt, begleitet rechts von einem silbernen Eichenblatt, links von einer silbernen Ähre; unten ein silberner Fisch.“

Flagge Kreis Plön

### Flagge
Blasonierung: „Die Flagge zeigt inmitten eines weißen, oben von einem blauen, unten von einem roten breiten Streifen begrenzten Feldes das Kreiswappen etwas zur Stange hin verschoben.“

## Gemeinden

### Liste der Gemeinden und Ämter im Kreis Plön
Der Kreis Plön umfasst 85 Gemeinden, davon sechs amtsfreie Kommunen und sieben Ämter. Die Zahl der Gemeinden änderte sich zuletzt im März 2008 durch die Bildung der Stadt Schwentinental.
(Einwohner am 31. Dezember 2024)
Amtsfreie Gemeinden
- Ascheberg (Holstein) (3196)
- Bönebüttel (2084)
- Bösdorf (Holstein) (1246)
- Plön, Stadt (8844)
- Preetz, Stadt (16.503)
- Schwentinental, Stadt (14.091)

Ämter mit amtsangehörigen Gemeinden (* = Sitz der Amtsverwaltung)
| - 1. Amt Bokhorst-Wankendorf (7964) 1. Belau (368) 2. Großharrie (501) 3. Rendswühren (732) 4. Ruhwinkel (949) 5. Schillsdorf (868) 6. Stolpe (1263) 7. Tasdorf 1 (366) 8. Wankendorf* (2917) - 2. Amt Großer Plöner See (7946) [Sitz: Plön] 1. Bosau 2 (3373) 2. Dersau (979) 3. Dörnick (259) 4. Grebin (959) 5. Kalübbe (563) 6. Lebrade (552) 7. Nehmten (294) 8. Rantzau (337) 9. Rathjensdorf 3 (470) 10. Wittmoldt (160) - 3. Amt Lütjenburg (15.295) 1. Behrensdorf (Ostsee) 4 (626) 2. Blekendorf (1699) 3. Dannau (563) 4. Giekau (942) 5. Helmstorf (299) 6. Högsdorf (405) 7. Hohenfelde (1038) 8. Hohwacht (Ostsee) 5 (786) 9. Kirchnüchel (186) 10. Klamp (584) 11. Kletkamp (107) 12. Lütjenburg*, Stadt (5424) 13. Panker (1471) 14. Schwartbuck (805) 15. Tröndel (360) - 4. Amt Preetz-Land (9199) 1. Barmissen (171) 2. Boksee (461) 3. Bothkamp (250) 4. Großbarkau (258) 5. Honigsee (442) 6. Kirchbarkau (821) 7. Klein Barkau (266) 8. Kühren (575) 9. Lehmkuhlen (1275) 10. Löptin (280) 11. Nettelsee (442) 12. Pohnsdorf (383) 13. Postfeld (432) 14. Rastorf (778) 15. Schellhorn* (1539) 16. Wahlstorf (431) 17. Warnau (395) |  |  | - 5. Amt Probstei (22.478) 1. Barsbek (587) 2. Bendfeld (213) 3. Brodersdorf (420) 4. Fahren (126) 5. Fiefbergen (506) 6. Höhndorf (476) 7. Köhn (733) 8. Krokau (402) 9. Krummbek (392) 10. Laboe (5546) 11. Lutterbek (303) 12. Passade (356) 13. Prasdorf (462) 14. Probsteierhagen (2469) 15. Schönberg (Holstein)* (6206) 16. Stakendorf (479) 17. Stein (863) 18. Stoltenberg (337) 19. Wendtorf (963) 20. Wisch (639) - 6. Amt Schrevenborn (19.191) 1. Heikendorf* (8372) 2. Mönkeberg (4025) 3. Schönkirchen (6794) - 7. Amt Selent/Schlesen (5945) [Sitz: Schwentinental] 1. Dobersdorf (1122) 2. Fargau-Pratjau (751) 3. Lammershagen (251) 4. Martensrade (949) 5. Mucheln (581) 6. Schlesen (571) 7. Selent (1720) |

## Ehemalige Gemeinden
Die folgenden Gemeinden des Kreises Plön wurden während seines Bestehens in andere Gemeinden eingegliedert oder schieden aus dem Kreis aus:
| Gemeinde         | eingemeindet nach               | Datum              |
| ---------------- | ------------------------------- | ------------------ |
| Augstfelde       | Pfingstberg                     | 1. Juli 1929       |
| Behl             | Grebin                          | 1. April 1938      |
| Bissee           | zum Kreis Rendsburg-Eckernförde | 26. April 1970     |
| Böhnhusen        | zum Kreis Rendsburg-Eckernförde | 26. April 1970     |
| Börnsdorf        | Pfingstberg                     | 1. Juli 1929       |
| Brachenfeld      | Neumünster                      | 1. April 1938      |
| Brügge           | zum Kreis Rendsburg-Eckernförde | 26. April 1970     |
| Depenau          | Stolpe                          | 1. Januar 1974     |
| Ellerbek         | Kiel                            | 1. April 1910      |
| Elmschenhagen    | Kiel                            | 1. April 1939      |
| Fargau           | Fargau-Pratjau                  | 1. Januar 1974     |
| Fiefharrie       | Negenharrie                     | 1. April 1939      |
| Fiefhusen        | Barmissen                       | 23. März 1922      |
| Flintbek         | zum Kreis Rendsburg-Eckernförde | 26. April 1970     |
| Gaarden          | Kiel                            | 1. April 1901      |
| Gödersdorf       | Höhndorf                        | 1. Oktober 1938    |
| Görnitz          | Grebin                          | 1. April 1938      |
| Groß Buchwald    | zum Kreis Rendsburg-Eckernförde | 26. April 1970     |
| Groß Flintbek    | Flintbek                        | 1. Oktober 1938    |
| Husberg          | Bönebüttel                      | 1. April 1939      |
| Kaköhl           | Blekendorf                      | 1. Oktober 1938    |
| Karpe            | Dörnick                         | 1. April 1929      |
| Klausdorf        | Schwentinental                  | 1. März 2008       |
| Klein Flintbek   | Flintbek                        | 1. Oktober 1938    |
| Kleinharrie      | Großharrie                      | 1. April 1939      |
| Langenrade       | Ascheberg                       | 30. September 1928 |
| Meimersdorf      | Kiel                            | 26. April 1970     |
| Meinsdorf        | Bösdorf                         | 1. April 1939      |
| Moorsee          | Kiel                            | 26. April 1970     |
| Negenharrie      | zum Kreis Rendsburg-Eckernförde | 26. April 1970     |
| Nessendorf       | Blekendorf                      | 1. Oktober 1938    |
| Oppendorf        | Schönkirchen                    | 1. April 1970      |
| Pehmen-Bredenbek | Nehmten                         | 30. September 1928 |
| Pfingstberg      | Bösdorf                         | 1. April 1939      |
| Pratjau          | Fargau-Pratjau                  | 1. Januar 1974     |
| Raisdorf         | Schwentinental                  | 1. März 2008       |
| Rastorfer Passau | Rastorf                         | 15. November 1928  |
| Ratjendorf       | Krummbek                        | 1. April 1938      |
| Reesdorf         | zum Kreis Rendsburg-Eckernförde | 26. April 1970     |
| Rethwisch        | Lehmkuhlen                      | 1. Juni 1934       |
| Rönne            | Kiel                            | 26. April 1970     |
| Schlüsbek        | Moorsee                         | 1. April 1938      |
| Schönhorst       | zum Kreis Rendsburg-Eckernförde | 26. April 1970     |
| Schönweide       | Grebin                          | 1. Januar 1974     |
| Sieversdorf      | Pohnsdorf                       | 1. Oktober 1938    |
| Techelsdorf      | zum Kreis Rendsburg-Eckernförde | 26. April 1970     |
| Voorde           | Groß Flintbek                   | 1. Oktober 1937    |
| Wakendorf        | Preetz                          | 31. März 1931      |
| Wellsee          | Kiel                            | 26. April 1970     |

Bis zu ihrer Auflösung in den 1920er Jahren gab es im Kreis Plön außerdem eine größere Anzahl von Gutsbezirken.

## Kfz-Kennzeichen
Am 1. Juli 1956 wurde dem Kreis bei der Einführung der bis heute gültigen Kfz-Kennzeichen das Unterscheidungszeichen PLÖ zugewiesen. Es wird durchgängig bis heute ausgegeben.

## Schutzgebiete
Im Landkreis befinden sich 21 ausgewiesene Naturschutzgebiete (Stand Februar 2017).

## Partnerschaften

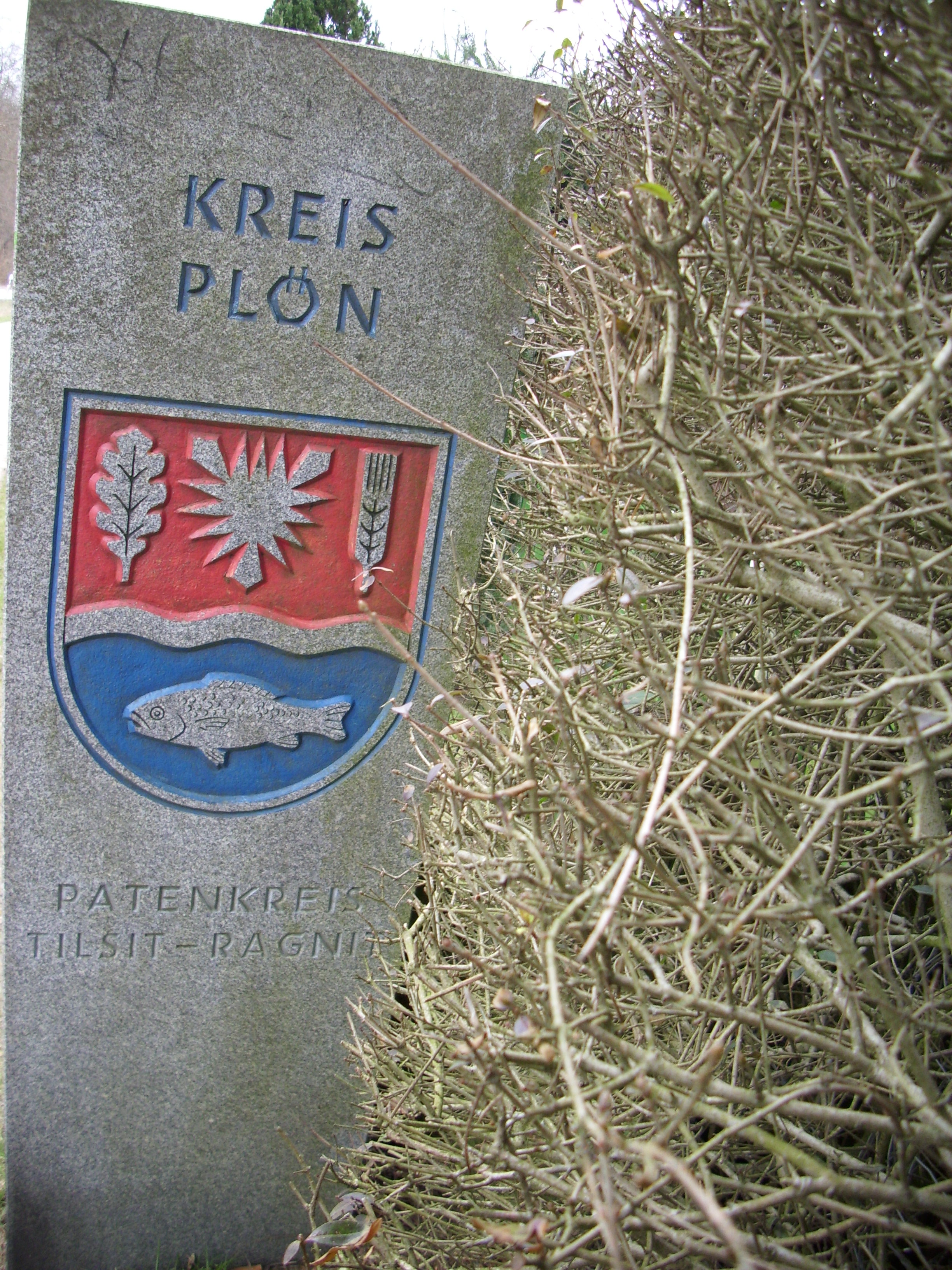
Hinweisstein auf den Beginn des Kreises Plön an der Kreisstraße 51 zwischen Kiel und Mönkeberg mit Hinweis auf den Patenkreis Tilsit-Ragnit (2011)

Im Jahre 1952 übernahm der Kreis Plön eine Patenschaft für die aus ihrer Heimat, dem Landkreis Tilsit-Ragnit vertriebenen Bewohner Ostpreußens. Im Januar 2006 wurde die Patenschaft während eines Festaktes in Plön in eine kommunale Partnerschaft mit der heute auf diesem Gebiet bestehenden Gebietskörperschaft, der Munizipalverwaltung Neman, umgewandelt. Eine Partnerschaft mit dem estnischen Kreis Lääne-Viru besteht seit dem 2. November 1989.

## Sonstiges
Für die Zwecke der Wirtschaftsförderung und des Regionalmarketing arbeitet der Kreis Plön in der Kiel Region mit der Stadt Kiel und dem Kreis Rendsburg-Eckernförde zusammen.
Im Zukunftsatlas 2019 belegte der Kreis Plön Rang 337 von 401 (2016: Rang 322 von 402) und zählt damit zu den Regionen mit „leichten Risiken“.
Da auf dem Truppenübungsplatz Putlos und auf dem Truppenübungsplatz Todendorf die Artillerietruppe und die Flugabwehr üben, gibt es im nordöstlichen Teil des Kreises weder Windkraftanlagen noch Freileitungen.